# Campionati del mondo di atletica leggera indoor 2022 - 3000 metri piani maschili
La gara dei 3000 metri piani maschili dei campionati del mondo di atletica leggera indoor 2022 si è svolta il 20 marzo.

## Podio
| Pos.    | Atleta         | Nazionalità   | Tempo   |
| ------- | -------------- | ------------- | ------- |
| Oro     | Selemon Barega | Etiopia       | 7'41"38 |
| Argento | Lamecha Girma  | Etiopia       | 7'41"63 |
| Bronzo  | Marc Scott     | Gran Bretagna | 7'42"02 |

## Situazione pre-gara

### Record
Prima di questa competizione, il record del mondo indoor e il record dei campionati erano i seguenti.
| Record                | Prestazione | Atleta                     | Data e luogo                       | Competizione                     |
| --------------------- | ----------- | -------------------------- | ---------------------------------- | -------------------------------- |
| Record mondiale       | 7'24"90     | Daniel Komen Kenya         | 6 febbraio 1998 Budapest, Ungheria | Budapest Samsung Cup             |
| Record dei campionati | 7'34"71     | Haile Gebrselassie Etiopia | 9 marzo 1997 Parigi, Francia       | Campionati del mondo indoor 1997 |

### Campioni in carica
Il campione mondiale indoor in carica era:
| Campione        | Atleta                 | Prestazione | Data e luogo                         | Competizione                     |
| --------------- | ---------------------- | ----------- | ------------------------------------ | -------------------------------- |
| Mondiale indoor | Yomif Kejelcha Etiopia | 8'14"41     | 4 marzo 2018 Birmingham, Regno Unito | Campionati del mondo indoor 2018 |

### La stagione
Prima di questa gara, gli atleti con le migliori tre prestazioni dell'anno erano:
| Pos. | Atleta                 | Prestazione | Data e luogo                        |
| ---- | ---------------------- | ----------- | ----------------------------------- |
| 1    | Berihu Aregawi Etiopia | 7'26"20     | 28 gennaio 2022 Karlsruhe, Germania |
| 2    | Lamecha Girma Etiopia  | 7'30"54     | 17 febbraio 2022 Liévin, Francia    |
| 3    | Selemon Barega Etiopia | 7'30"66     | 17 febbraio 2022 Liévin, Francia    |

## Risultati

### Batterie di qualificazione
Le batterie di qualificazione si sono tenute il 18 marzo alle 13:25.
Passano alla finale i primi quattro atleti di ogni batteria (Q) e i successivi tre atleti più veloci (q).

#### Batteria 1
| Pos | Atleta                | Nazionalità   | Tempo   | Note |
| --- | --------------------- | ------------- | ------- | ---- |
| 1   | Lamecha Girma         | Etiopia       | 7'46"21 | Q    |
| 2   | Jacob Krop            | Kenya         | 7'46"43 | Q    |
| 3   | Zouhair Talbi         | Marocco       | 7'48"03 | Q    |
| 4   | Dillon Maggard        | Stati Uniti   | 7'48"58 | Q    |
| 5   | Jonas Raess           | Svizzera      | 7'49"31 | q    |
| 6   | Baldvin Magnusson     | Islanda       | 7'49"34 | q    |
| 7   | Michael Somers        | Belgio        | 7'51"89 | q    |
| 8   | John Gay              | Canada        | 7'57"56 |      |
| 9   | Nursultan Keneshbekov | Kirghizistan  | 7'59"39 |      |
| 10  | Joel Ibler Lillesø    | Danimarca     | 8'00"07 |      |
| 11  | Jamaine Coleman       | Gran Bretagna | 8'12"76 |      |

#### Batteria 2
| Pos | Atleta           | Nazionalità   | Tempo   | Note |
| --- | ---------------- | ------------- | ------- | ---- |
| 1   | Selemon Barega   | Etiopia       | 7'51"42 | Q    |
| 2   | George Beamish   | Nuova Zelanda | 7'51"71 | Q    |
| 3   | Matthew Ramsden  | Australia     | 7'52"04 | Q    |
| 4   | Adel Mechaal     | Spagna        | 7'52"27 | Q    |
| 5   | Hicham Akankam   | Marocco       | 7'52"38 |      |
| 6   | Elzan Bibić      | Serbia        | 7'52"78 |      |
| 7   | Sam Parsons      | Germania      | 7'55"97 |      |
| 8   | Tim Verbaandert  | Paesi Bassi   | 7'56"61 |      |
| 9   | Ahmed Jaziri     | Tunisia       | 7'58"44 |      |
| 10  | Yassin Bouih     | Italia        | 7'58"63 |      |
| 11  | Ehab El-Sandali  | Canada        | 8'00"64 |      |
| -   | Ali Moussa Barak | Ciad          | dnf     |      |

#### Batteria 3
| Pos | Atleta                   | Nazionalità   | Tempo   | Note |
| --- | ------------------------ | ------------- | ------- | ---- |
| 1   | Marc Scott               | Gran Bretagna | 7'54"90 | Q    |
| 2   | Daniel Simiu Ebenyo      | Kenya         | 7'54"97 | Q    |
| 3   | Isaac Kimeli             | Belgio        | 7'55"75 | Q    |
| 4   | Maximilian Thorwirth     | Germania      | 7'56"20 | Q    |
| 5   | Ossama Meslek            | Italia        | 7'57"24 |      |
| 6   | Berihu Aregawi           | Etiopia       | 7'58"59 |      |
| 7   | Jordan Gusman            | Malta         | 8'02"13 |      |
| 8   | Mohamed Al Garni         | Qatar         | 8'02"86 |      |
| 9   | Darragh McElhinney       | Irlanda       | 8'06"31 |      |
| 10  | Adriaan Wildschutt       | Sudafrica     | 8'09"24 |      |
| 11  | Fernando Daniel Martínez | Messico       | 8'15"58 |      |

### Finale
La finale si è tenuta il 20 marzo alle ore 12:09.
| Pos | Atleta               | Nazionalità   | Tempo   | Note                                     |
| --- | -------------------- | ------------- | ------- | ---------------------------------------- |
|     | Selemon Barega       | Etiopia       | 7'41"38 |                                          |
|     | Lamecha Girma        | Etiopia       | 7'41"63 |                                          |
|     | Marc Scott           | Gran Bretagna | 7'42"02 | Miglior prestazione personale stagionale |
| 4   | Daniel Simiu Ebenyo  | Kenya         | 7'42"97 |                                          |
| 5   | Jacob Krop           | Kenya         | 7'43"26 |                                          |
| 6   | Zouhair Talbi        | Marocco       | 7'43"45 |                                          |
| 7   | Adel Mechaal         | Spagna        | 7'43"60 |                                          |
| 8   | Maximilian Thorwirth | Germania      | 7'45"87 |                                          |
| 9   | Dillon Maggard       | Stati Uniti   | 7'46"18 | Miglior prestazione personale            |
| 10  | George Beamish       | Nuova Zelanda | 7'46"91 |                                          |
| 11  | Jonas Raess          | Svizzera      | 7'47"28 |                                          |
| 12  | Matthew Ramsden      | Australia     | 7'49"82 | Miglior prestazione personale stagionale |
| 13  | Michael Somers       | Belgio        | 7'51"65 |                                          |
| 14  | Baldvin Magnusson    | Islanda       | 8'04"77 |                                          |
| -   | Isaac Kimeli         | Belgio        | dns     |                                          |